# Syrphoctonus incisus
Syrphoctonus incisus är en stekelart som först beskrevs av Thomson 1890.  Syrphoctonus incisus ingår i släktet Syrphoctonus och familjen brokparasitsteklar. Arten är reproducerande i Sverige. Inga underarter finns listade i Catalogue of Life.